# Saint-Clair-d'Arcey
Saint-Clair-d'Arcey är en kommun i departementet Eure i regionen Normandie i norra Frankrike. Kommunen ligger i kantonen Bernay-Est som tillhör arrondissementet Bernay. År 2018 hade Saint-Clair-d'Arcey 338 invånare.

## Befolkningsutveckling
Antalet invånare i kommunen Saint-Clair-d'Arcey
Referens:INSEE